# ハカス語
ハカス語（ハカスご、Хакас тілі（Hakas tįlį、ハカス・テレ）/Тадар тілі （Tadar tįlį、タダル・テレ））は、トゥバ語、アルタイ語、 ショル語とともにテュルク諸語の北東語群（シベリア・テュルク語群）に分類される言語。
ロシア連邦ハカス共和国を中心にケメロヴォ州、クラスノヤルスク地方などに住むハカス人の間で、約6万人によって話されている。中華人民共和国黒竜江省富裕県のいわゆる「キルギス語」話者（自称：グルグズ）は、18世紀中頃に移住した人々によるハカス語の一種であると考えられている。

## 言語名別称
- Abakan Tatar
- Hakass
- Khakhass
- Xakas
- Yenisei
- Yennisej Tatar

## 方言
ハカス語方言は大きく２つに分けられ、サガイ方言、ホイバル方言（コイバル方言）、ピルテル方言（ベルティル方言）の3つの方言よりなるグループと、フズル方言（キジル方言）、ハース言（カチン方言）、ショル方言（ショル語のムラス方言）の3つよりなるグループがある。共和国の標準語はこのうち共和国中央のサガイ方言とハース方言を基盤として作られたものだが、徐々に方言差がなくなる方向に向かっている。これらのうちホイバル語などは、ウラル語族サモエード語派のカマス語話者（最後の話者は1980年代まで存命）が「ハカス語」に同化されてできた、ある種のクレオール言語の可能性がある。

### 下位分類
- Fuyü Gïrgïs (kjh-fyk)
- Sagai (kjh-sag)
- Kamassian (kjh-kam)
- Shor (kjh-sho)
- Beltir (kjh-bel)
- Kacha (kjh-kac)
- Kyzyl (kjh-kyz)

## 表記体系
正書法は1926年にキリル文字を採用し、1929年にラテン文字を使用したのち、1939年から再び現行のキリル文字に改定された。
| А а | Б б | В в | Г г | Ғ ғ | Д д | Е е | Ё ё |
| Ж ж | З з | И и | Й й | I i | К к | Л л | М м |
| Н н | Ң ң | О о | Ö ö | П п | Р р | С с | Т т |
| У у | Ӱ ӱ | Ф ф | Х х | Ц ц | Ч ч | Ҷ ҷ | Ш ш |
| Щ щ | Ъ ъ | Ы ы | Ь ь | Э э | Ю ю | Я я |     |

і - ɘ, ң - ŋ, ö - ø, ӱ - y, ҷ - ʑ, ғ - ɣ

## 文法
アルタイ諸言語に共通の特徴として、SOV（主語-目的語-動詞）の語順を取ること、文法関係を名詞の格や動詞の活用を示す語尾（接尾辞）を語幹末に付着させて示す膠着語であることなど日本語とよく似た類型をもち、母音調和の現象が見られる。接尾辞は8種、主格（接尾辞はない）、対格（～を：-nɨ/-nɘ/-tɨ/-tɘ）、属格（～の：-nɨŋ/-nɘŋ/-tɨŋ/-tɘŋ）、与格（～へ、～に：-ɣa/-ge/-ha/-ke/-a/-e）、位格（～で：-da/-de/-ta/te: -naŋ/-neŋ）、奪格（～から：-daŋ/-deŋ/-taŋ/-teŋ）、具格（～によって：-naŋ/-neŋ）、方向格（～に向かって：-zar/-zer/-sar/-ser）（～について：-daŋar/-deŋer/-taŋar/-teŋer/-naŋar/-neŋer）。

## 母音
| 大文字 | 小文字 | 転写例（ラテン文字表記とカナによる類似音） | 転写例（ラテン文字表記とカナによる類似音） |
| ------ | ------ | ------------------------------------------ | ------------------------------------------ |
| А      | а      | a                                          | ア                                         |
| Е      | е      | e                                          | エ                                         |
| О      | о      | o                                          | オ                                         |
| Ӧ      | ӧ      | ö                                          | ヨ                                         |
| У      | у      | u                                          | ウ                                         |
| Ӱ      | ӱ      | ü                                          | ユ                                         |
| Ы      | ы      | ı                                          | ウ                                         |
| И      | и      | i                                          | イ                                         |
| І      | і      | ɘ                                          | エ                                         |

ハカス語の母音体系の基本となる短母音音素は9つある。
長母音を表記するための専用の文字はなく、母音字を二つ重ねることでこれを表記する。ただし中立母音（以下参照）であるiの長母音はない。
二重母音はなく、半母音й をともなったアイaй、エイeйなどがある。
母音調和はа、ы、о、уの4つの後舌母音とе、и、ӧ、(ӱ)の4つの前舌母音。中立母音のiは前舌母音の単語だけでなく後舌母音の単語にも現れる。